# Czarnów (Varsovie-ouest)
Pour les articles homonymes, voir Czarnów.
Czarnów [ˈt͡ʂarnuf] est un village polonais, situé dans la Powiat de Varsovie-ouest et dans la voïvodie de Mazovie dans le centre-est de la Pologne.
Il se situe à environ 6 kilomètres à l'ouest de Leszno, 20 kilomètres à l'ouest d'Ożarów Mazowiecki (chef-lieu) et à 34 kilomètres à l'ouest de Varsovie.
Le village a une population de 78 habitants en 2000.